# Carlos Gómez (baseballista)
Carlos Argelis Gómez Pena (ur. 4 grudnia 1985) – dominikański baseballista, który występował na pozycji środkowozapolowego.

## Przebieg kariery
W wieku 16 lat podpisał kontrakt z organizacją New York Mets i występował początkowo w klubach farmerskich tego zespołu, między innymi w New Orleans Zephyrs, reprezentującym poziom Triple-A. W Major League Baseball zadebiutował 13 maja 2007 w meczu przeciwko Milwaukee Brewers, w którym zaliczył double’a i skradł bazę. W lutym 2008 w ramach wymiany zawodników przeszedł do Minnesota Twins. 7 maja 2008 w meczu z Chicago White Sox na U.S. Cellular Field zaliczył cycle jako ósmy zawodnik w historii klubu.
W listopadzie 2009 został wymieniony za J.J. Hardy’ego do Milwaukee Brewers. W kwietniu 2013 podpisał nowy, trzyletni kontrakt wart 28,3 miliona dolarów. W sezonie 2013 po raz pierwszy wystąpił w All-Star Game i zdobył Złotą Rękawicę jako pierwszy zawodnik Brewers od 1982 roku, kiedy nagrodę tę otrzymał Robin Yount. 30 lipca 2015 w ramach wymiany zawodników przeszedł do Houston Astros.
20 sierpnia 2016 podpisał niegwarantowany kontrakt z Texas Rangers. Po rozegraniu trzech spotkań w Round Round Express z Triple-A, 25 sierpnia 2016 został powołany do 40-osobowego składu Rangers i tego samego dnia zadebiutował w barwach nowego zespołu w meczu przeciwko Cleveland Indians, w którym zdobył home runa, w pierwszym podejściu do odbicia. 13 grudnia podpisał roczny kontrakt z Rangers. 29 kwietnia 2017 w meczu przeciwko Los Angeles Angels of Anaheim po raz drugi w karierze zaliczył cycle. 
W marcu 2018 podpisał roczny kontrakt z Tampa Bay Rays.

## Nagrody i wyróżnienia
| Nagroda/wyróżnienie  | Lata       | Źródło |
| 2× All-Star          | 2013, 2014 | [ 2 ]  |
| Gold Glove Award     | 2013       | [ 7 ]  |
| Fielding Bible Award | 2013       | [ 14 ] |